# Совместная дополуденная программа АРД и ЦДФ
Совместная дополуденная программа АРД и ЦДФ (Gemeinsames Vormittagsprogramm von ARD und ZDF) - совместные дополуденные передачи выпускаемые на 1-й и 2-й программах. С 2012 года включает в себя только «АРД Моргенмагацин» и «ЦЛФ Моргенмагацин» (чередуются еженедельно);

## 1999-2012
В 1999-2012 гг. включала в себя:
- «АРД Моргенмагацин» и «ЦЛФ Моргенмагацин» (чередовались еженедельно);
- «АРД Миттагсмагацин» и «ЦДФ Миттагсмагацин» (чередовались еженедельно);
- Утренние (в передачах «АРД Моргенмагацин» и «ЦДФ Моргенмагацин») и дополуденные выпуски новостей «Тагесшау» и «Хойте» (чередовались еженедельно).

## 1981-1999
В 1981-1999 гг. включала в себя
- с 1992 года «АРД Моргенмагацин» и «ЦЛФ Моргенмагацин» (чередовались еженедельно);
- с 1989 года «АРД Миттагсмагацин» и «ЦДФ Миттагсмагацин» (чередовались еженедельно);
- утренние (в передачах «АРД Моргенмагацин» и «ЦДФ Моргенмагацин») и дополуденные выпуски новостей «Тагесшау» и «Хойте» (чередовались еженедельно)[1];
- повторы вечерних тематических телепередач 1-й и 2-й программ за предыдущий день;
- повторы телефильмов 1-й и 2-й программ за предыдущий день;
- повторы телесериалов 1-й и 2-й программа за предыдущий день[2].